# Cucut barrat
El cucut barrat  (Cacomantis sonneratii) és una espècie d'ocell de la família dels cucúlids (Cuculidae) que habita boscos, matoll i terres de conreu d'Àsia meridional, des del nord-est del Pakistan, l'Índia, Bangladesh i sud de la Xina, cap al sud, a Sri-Lanka, Sud-est asiàtic, Sumatra, Borneo, Java i Palawan, a les Filipines.